# Port lotniczy Jiamusi-Dongjiao
Port lotniczy Jiamusi-Dongjiao (IATA: JMU, ICAO: ZYJM) – port lotniczy położony w Jiamusi, w prowincji Heilongjiang, w Chińskiej Republice Ludowej.

## Linie lotnicze i połączenia
| Linia Lotnicza          | Kierunek                                                     |
| ----------------------- | ------------------------------------------------------------ |
| Air China               | 1. Pekin 2. Pekin-Daxing 3. Szanghaj-Pudong                  |
| Chengdu Airlines        | 1. Fuyuan 2. Weihai                                          |
| China Eastern Airlines  | 1. Hangzhou 2. Jinan 3. Qingdao 4. Szanghaj-Pudong 5. Yantai |
| China Express Airlines  | 1. Chabarowsk 2. Qinhuangdao 3. Tiencin 4. Xi’an             |
| China Southern Airlines | 1. Dalian 2. Guangzhou 3. Shenzhen                           |
| Hainan Airlines         | 1. Pekin                                                     |
| Qingdao Airlines        | 1. Qingdao                                                   |
| Shandong Airlines       | 1. Nankin 2. Yantai                                          |